# Krump

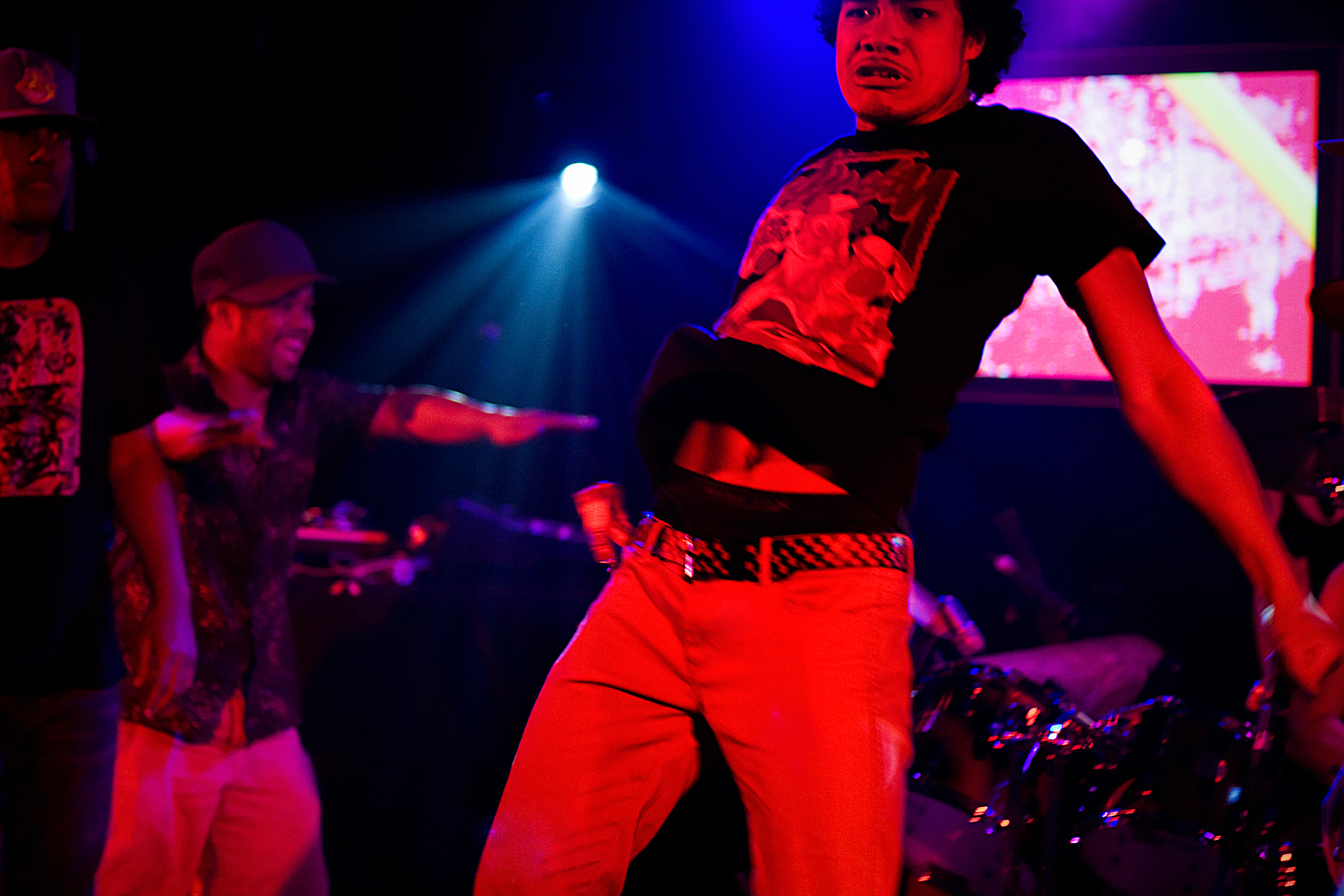
Un krumper de Grrilla Step, un australien.

Le krump ou krumping est une danse née dans les années 2000 au cœur des quartiers pauvres de Los Angeles. Cette danse, non violente malgré son apparence agressive à cause des mouvements exécutés très rapidement, de la rage ou la colère qui peut se lire parfois sur les visages des danseurs de krump que l'on appelle les « krumpers », se veut être une danse représentant la « vie » . En effet, il n'y a aucun conflit physique entre les danseurs.

## Histoire

### Étymologie
Le mot krump est l'acronyme de Kingdom Radically Uplifted Mighty Praise, qui se traduirait en français, selon un article de Télérama, par « élévation radicale du royaume par le puissant éloge »,,.

### Origines
Le krump est né dans des ghettos de Los Angeles au début des années 2000 dans un contexte de guerres de gangs, trafics de drogue, interpellations musclées de la police et les émeutes raciales de 1992. Thomas Johnson (1969-) crée le personnage Tommy the Clown pour animer des goûters d'anniversaire,. Il invente une nouvelle danse imitée par les enfants des quartiers : le clown dancing, qui adopte une nouvelle forme d'expression. Observant le phénomène grandir, Johnson crée les « battle zones » où les danseurs s'affrontent par danse interposée. Au gré des années, le clown dancing évolue pour devenir le krump. Dans cette évolution, le costume de clown est abandonné, et les mouvements deviennent plus tendus et trop violents pour des fêtes d'anniversaire pour enfants.
Après avoir passé trois ans auprès des jeunes à Los Angeles dansant le krump, le photographe David LaChapelle sort en 2005 le documentaire Rize qui établit la danse comme un phénomène populaire naissant,. Le krump fait timidement son arrivée en France au milieu des années 2000.

## Description
La danse permet de canaliser les émotions agressives avec des mouvements brutaux mais une fin pacifique (« battles »). Chaque danseur évolue en fonction d'un personnage qu’il choisit d'incarner. L’inspiration manga, animalière, sonore, alimente la construction de ces personnages. L'un des danseurs historiques du krump, Tight Eyez, décrit la danse comme « le pouvoir du guerrier libéré ». Outre « clown dancing », la danse a aussi été qualifiée de « ghetto ballet ».
L'un des éléments principaux de la danse est de maintenir une partie du corps rigide tout en agitant un autre membre rapidement : gesticulation des bras (arm swing, jab), se déplacer en bombant uniquement le torse (chest pop, chest pop, chest bang), pousser les mouvements vers le sol (stomp). La danse mélange des éléments du breakdance et de la gymnastique, mêlés à des mouvements spasmodiques qui ressemblent presque à des transes.